# Ватерполо на Летњим олимпијским играма 1960.
Тринаести ватерполо турнир на олимпијским играма је одржан 1960. у Риму, Италија. За олимпијски турнир се пријавила укупно 16 репрезентација. Победник турнира и олимпијски шампион по први пут је постала репрезентација Италије, друга је била репрезентација Совјетског Савеза а на треће место се пласирала репрезентација Мађарске.

## Медаље
| Добитници медаља у ватерполу на Летњим олимпијским играма одржаним 1960. године у Риму.                                                                                       | Добитници медаља у ватерполу на Летњим олимпијским играма одржаним 1960. године у Риму.                                                                                               | Добитници медаља у ватерполу на Летњим олимпијским играма одржаним 1960. године у Риму. | Добитници медаља у ватерполу на Летњим олимпијским играма одржаним 1960. године у Риму. |
| --- | --- | --- | --------------------------------------------------------------------------------------- |
| Злато | Сребро | Бронза |                                                                                         |
| Италија | Совјетски Савез | Мађарска |                                                                                         |
| Амедео Амброн Данио Барди Ђузепе Д'Алтруи Салваторе Ђонта Ђанкарло Гверини Франко Лаворатори Ђани Лонци Луиђи Манели Росарио Пармеђани Ералдо Пицо Данте Роси Брунело Спинели | Виктор Агеев Ђиви Чикванаја Лери Гоголадзе Борис Гојкман Јури Григоровски Анатолиј Карташов Пјотр Мшевенијерадзе Вјачеслав Куреној Владимир Новиков Јевгениј Салцин Владимир Семјонов | Андраш Боднар Ото Борош Золтан Деметер Ласло Фелкаји Деже Ђармати Ласло Јенеи Иштван Хевеши Тивадар Канижа Ђерђ Карпати Андраш Катона Јанош Конрад Калман Марковитш Михаљ Мајер Петар Рушоран |                                                                                         |

## Резултати

### Прва фаза
У првом кругу репрезентације су биле подељене у четири групе од по четири тима. Свака репрезентација из исте групе је играла једна против друге и крајњи пласман у групи је добијен на основу освојених бодова. Ако су бодови били истоветни тада се ишло на бољу гол-разлику. Прве две репрезентације из сваке од група се квалификовала у даље такмичење, за полуфинале, док су треће и четвртопласиране репрезентације из групе бивале елиминисане.
Група А
| Екипа                       | Бод | У | П | Н | И | Г+ | Г- |
| --------------------------- | --- | - | - | - | - | -- | -- |
| Италија                     | 6   | 3 | 3 | 0 | 0 | 21 | 8  |
| Румунија                    | 4   | 3 | 2 | 0 | 1 | 12 | 5  |
| Уједињена Арапска Република | 1   | 3 | 0 | 1 | 2 | 7  | 17 |
| Јапан                       | 1   | 3 | 0 | 1 | 2 | 5  | 15 |

| 25. август |     |          |
| Јапан      | 3–3 | УАР      |
| Италија    | 4–3 | Румунија |
| 26. август |     |          |
| Румунија   | 5–0 | УАР      |
| Јапан      | 1–8 | Италија  |
| 27. август |     |          |
| Италија    | 9–4 | УАР      |
| Румунија   | 4–1 | Јапан    |

Група Б
| Екипа           | Бод | У | П | Н | И | Г+ | Г- |
| --------------- | --- | - | - | - | - | -- | -- |
| Совјетски Савез | 6   | 3 | 3 | 0 | 0 | 20 | 10 |
| Немачка         | 4   | 3 | 2 | 0 | 1 | 15 | 9  |
| Аргентина       | 1   | 3 | 0 | 1 | 2 | 7  | 14 |
| Бразил          | 1   | 3 | 0 | 1 | 2 | 7  | 16 |

| 25. август |     |           |
| Аргентина  | 2–2 | Бразил    |
| СССР       | 5–4 | Немачка   |
| 26. август |     |           |
| Немачка    | 6–3 | Бразил    |
| 27. август |     |           |
| СССР       | 7–4 | Аргентина |
| 29. август |     |           |
| СССР       | 8–2 | Бразил    |
| Немачка    | 5–1 | Аргентина |

Група Ц
| Екипа        | Бод | У | П | Н | И | Г+ | Г- |
| ------------ | --- | - | - | - | - | -- | -- |
| Југославија  | 6   | 3 | 3 | 0 | 0 | 15 | 4  |
| Холандија    | 3   | 3 | 1 | 1 | 1 | 9  | 8  |
| Јужна Африка | 3   | 3 | 1 | 1 | 1 | 7  | 12 |
| Аустралија   | 0   | 3 | 0 | 0 | 3 | 7  | 14 |

| 25. август  |     |            |
| Југославија | 2–1 | Холандија  |
| ЈАР         | 3–2 | Аустралија |
| 26. август  |     |            |
| Холандија   | 5–3 | Аустралија |
| 27. август  |     |            |
| Југославија | 7–1 | ЈАР        |
| 29. август  |     |            |
| Холандија   | 3–3 | ЈАР        |
| Југославија | 6–2 | Аустралија |

Група Д
| Екипа            | Бод | У | П | Н | И | Г+ | Г- |
| ---------------- | --- | - | - | - | - | -- | -- |
| Мађарска         | 6   | 3 | 3 | 0 | 0 | 27 | 9  |
| Сједињене Државе | 4   | 3 | 2 | 0 | 1 | 17 | 13 |
| Француска        | 2   | 3 | 1 | 0 | 2 | 10 | 23 |
| Белгија          | 0   | 3 | 0 | 0 | 3 | 8  | 17 |

| 26. август |      |           |
| Белгија    | 2–3  | Француска |
| Мађарска   | 7–2  | САД       |
| 27. август |      |           |
| САД        | 10–4 | Француска |
| Мађарска   | 9–4  | Белгија   |
| 29. август |      |           |
| САД        | 5–2  | Белгија   |
| Мађарска   | 11–3 | Француска |

### Полуфинална фаза
Полуфинална фаза се одигравала поделом квалификационих репрезентација у две групе. После одигравања утакмица један на један, две првопласиране репрезентације из сваке од група се пласирале у финалну фазу.
Група 1
| Екипа           | Бод | У | П | Н | И | Г+ | Г- |
| --------------- | --- | - | - | - | - | -- | -- |
| Италија         | 6   | 3 | 3 | 0 | 0 | 9  | 3  |
| Совјетски Савез | 4   | 3 | 2 | 0 | 1 | 8  | 8  |
| Румунија        | 1   | 3 | 0 | 1 | 2 | 8  | 10 |
| Немачка         | 1   | 3 | 0 | 1 | 2 | 7  | 11 |

| 30. август |     |          |
| СССР       | 3–2 | Румунија |
| Италија    | 3–0 | Немачка  |
| 31. август |     |          |
| Румунија   | 3–3 | Немачка  |
| СССР       | 0–2 | Италија  |

Група 2
| Екипа            | Бод | У | П | Н | И | Г+ | Г- |
| ---------------- | --- | - | - | - | - | -- | -- |
| Југославија      | 6   | 3 | 3 | 0 | 0 | 10 | 4  |
| Мађарска         | 4   | 3 | 2 | 0 | 1 | 11 | 5  |
| Сједињене Државе | 2   | 3 | 1 | 0 | 2 | 11 | 19 |
| Холандија        | 0   | 3 | 0 | 0 | 3 | 8  | 12 |

| 30. август   |     |             |
| Мађарска     | 3–1 | Холандија   |
| Југославија  | 6–2 | САД         |
| 1. септембар |     |             |
| Холандија    | 6–7 | САД         |
| Мађарска     | 1–2 | Југославија |

### Финална фаза
У финалној фази свака од репрезентација је играла по једну утакмицу против друге две репрезентације из друге полуфинално фазне групе. Екипа са највише бодова је освојила титулу олимпијског шампиона, друга репрезентација по броју бодова је добила сребрну а трећа бронзану медаљу. 
| Екипа           | Бод | У | П | Н | И | Г+ | Г- |
| --------------- | --- | - | - | - | - | -- | -- |
| Италија         | 5   | 3 | 2 | 1 | 0 | 7  | 4  |
| Совјетски Савез | 3   | 3 | 1 | 1 | 1 | 7  | 8  |
| Мађарска        | 2   | 3 | 0 | 2 | 1 | 7  | 8  |
| Југославија     | 2   | 3 | 1 | 0 | 2 | 6  | 7  |

| 2. септембар |     |             |
| СССР         | 3–3 | Мађарска    |
| Италија      | 2–1 | Југославија |
| 3. септембар |     |             |
| СССР         | 4–3 | Југославија |
| Италија      | 3–3 | Мађарска    |

## Табела
| Пласман | Држава                    |
| ------- | ------------------------- |
| 1       | Италија                   |
| 2       | Совјетски Савез           |
| 3       | Мађарска                  |
| 4       | Југославија               |
| 5       | Румунија                  |
| 6       | Немачка                   |
| 7       | Сједињене Америчке Државе |
| 8       | Холандија                 |
| 9       | Аргентина                 |
| 9       | Јужноафричка Република    |
| 9       | Француска                 |
| 9       | Египат                    |
| 13      | Јапан                     |
| 13      | Бразил                    |
| 13      | Аустралија                |
| 13      | Белгија                   |

| Олимпијски шампион у ватерполу 1960. |
| Италија 1. титула                    |

## Југославија
Репрезентација Југославије је имала 11 играча, који су постигли 27 голова.
Тренер: 
| Бр. | Поз. | Играч              | Датум рођења      | Старост | Титула | Клуб             | Утакмица на турниру | Голова на турниру |
| --- | ---- | ------------------ | ----------------- | ------- | ------ | ---------------- | ------------------- | ----------------- |
|     |      | Иво Чипчи          | 25. април 1933    | 27      | ?      |                  | 0                   | 0                 |
|     |      | Борис Чуквас       |                   |         | ?      | ВК Партизан      | 0                   | 0                 |
|     |      | Здравко Јежић      | 17. август 1931   | 29      | ?      | ХАВК Младост     | 7                   | 4                 |
|     |      | Хрвоје Качић       | 12. јануар 1932   | 28      | ?      | ВК Југ Дубровник | 7                   | 4                 |
|     | Г.   | Милан Мушкатировић | 9. март 1934      | 26      | ?      | ВК Партизан      | 7                   | 0                 |
|     |      | Анте Нардели       | 15. април 1937    | 23      | ?      | ВК Јадран Сплит  |                     |                   |
|     |      | Ђуро Рађан         |                   |         | ?      |                  | 0                   | 0                 |
|     |      | Мирко Сандић       | 9. мај 1942       | 18      | ?      | ВК Партизан      | 6                   | 3                 |
|     |      | Златко Шименц      | 29. новембар 1938 | 21      | ?      | ХАВК Младост     | 7                   | 4                 |
|     |      | Божидар Станишић   | 21. октобар 1936  | 21      | ?      | ВК Јадран Сплит  | 1                   | 1                 |
|     |      | Маријан Жужељ      | 8. новембар 1934  | 25      | ?      | ХАВК Младост     | 7                   | 6                 |